# Retes de Tudela
Retes de Tudela (en euskera y oficialmente Retes de Tudela/Erretes Tudela) es un concejo del municipio de Arceniega, en la provincia de Álava.

## Geografía
Está situado en una loma de fácil defensa, en uno de cuyos extremos se encuentra la iglesia. 

## Historia
En el año 1040 se cita esta Tudela como punto protegido entre las tenencias de los reyes de Navarra.
Hacia mediados del siglo XIX, el lugar, ya por entonces perteneciente a Arceniega, tenía contabilizada una población de 62 habitantes. Aparece descrito en el decimotercer volumen del Diccionario geográfico-estadístico-histórico de España y sus posesiones de Ultramar de Pascual Madoz con las siguientes palabras:

RETES DE TUDELA: l. del ayunt. de Arciniega en la prov. de Alava (á Vitoria 9 1/2 leg.), part. jud. de Amurrio (4), aud. terr. de Búrgos (24), c. g. de las Provincias Vascongadas, dióc. de Santander (14). sit. en llano al pie de una cuesta; clima frio; reinan los vientos N., S. y O., y se padecen costipados. Tiene 25 casas; escuela de primera educacion para ambos sexos, frecuentada por 48 ó 50 alumnos y dotada con 6 rs. diarios; igl. parr. (Sta. Maria Magdalena) servida por un beneficiado, cuya presentacion, que debe hacerse en hijos patrimoniales, pertenece al obispado de Santander; cementerio contiguo á la igl. y en parage ventilado; una ermita (San Roque), y para surtido del vecindario y abrevadero de ganados tres fuentes fuera de la pobl. El térm., que se estiende 1/2 leg. de N. á S. y 1/4 de E. á O., confina N. Santacoloma; E. Gordeliz; S. Angostina, y O. Artieta, y se halla en él un pequeño monte con encinas y espinos. El terreno es de mediana calidad, y le atraviesa un arroyo. caminos: el que conduce á Artieta y valle de Mena, de herradura y en mal estado. El correo se recibe de Arciniega. prod.: trigo, maiz y legumbres; cria de ganado mular, lanar y vacuno; caza de liebres, zorros, tejones y perdices. pobl.: 16 vec., 62 alm. riqueza y contr.: (V. Alava intendencia).
(Madoz, 1849, p. 427)

En 2022, tenía empadronados 31 habitantes.

## Despoblado
Forma parte del concejo el despoblado de:
- Villasus.[5]

## Demografía
| Gráfica de evolución demográfica de Retes de Tudela entre 2000 y 2021 |
|                                                                       |
| Población de derecho según los censos de población del INE.           |

## Patrimonio
Su casco histórico es un núcleo de población medieval, y conservándose ventanales de arcos apuntados labrados en sillar único. La iglesia de Santa María Magdalena es de principios del siglo XVIII. Cuenta con una valiosa talla de una virgen gótico-renacentista, de comienzos del XVI y un mural pintado en 1963 por Mari Puri Herrero.Félix Murga Beraza descubrió en la iglesia una cueva y un yacimiento arqueológico de la Edad de Hierro.